# Bostanabad
Bostanabad (aserbaidschanisch und persisch بستان‌آباد) ist eine Stadt in der Provinz Ost-Aserbaidschan im Nordwesten des Iran. Im Jahr 2006 hatte Bostanabad hochgerechnet 16.592 Einwohner.
Sie liegt ca. 55 km Südosten von Täbris.